# Староолексинецька ЗОШ І-ІІІ ступенів
Історія школи
Ще з давніх часів село Старий Олексинець було важливим осередком економічного і духовного життя на півдні Кременеччини. Це зумовлено тим, що село розташоване на торговому шляху між східною Волинню та західними землями Галичини. Ця територія входила в оборонний пояс замкових укріплень, тож поряд із Кременецьким, Вишнівецьким, Збаразьким, Залозецьким і Зборівським у XVI столітті був збудований і Староолексинецький замок. Це перетворило село у містечко і стало поштовхом до розвитку освіти.
У 1756р. біля замку князем Чорторийським було збудовано великий костьол, при якому згодом відкрито церковно-приходську школу. У цій школі було три класи, працювали двоє вчителів. Приміщення, розташоване поблизу церкви, було невеличке, скидалося на просту селянську хату. Головна увага приділялася вивченню церковних книг.
На базі церковно-приходської школи у 1815 р. було засноване єдине в усій окрузі однокласне фундушеве училище, у якому навчалися переважно діти шляхти і заможних селян. У Старому Олексинці вчителював 1834 року відомий в усій окрузі член Державної Думи священик Іоан Буйницький. У 1834р. училище стало дворянським приходським училищем, а з кінця 1870р. воно стало народним, що дало право утримувати його на кошти держави.
В 1901-1902 рр. князь Кудашев, якому належало у той час село, продавав свої землі та маєтки, чим скористався директор училища Тоцький. і купив велике приміщення складу для школи. Кошти для його купівлі були зібрані у жителів села. Складське приміщення було відремонтоване й переобладнане під школу.
У 1902р. училище реорганізувалося у двокласне фундушеве. Навчання тривало 5 років, тут навчалися діти з усієї округи. У цьому навчальному закладі викладали історію Російської імперії, географію, природознавство, математику, граматику, слов'янську мову, релігію, співи. Викладання велося російською мовою. Навчалися в основному діти заможних селян. Бідність та злидні переважної маси населення не давали змоги навчатися дітям селян.
У 1912 році в училищі навчалися 150 учнів (130 хлопців і 20 дівчат). Вчилася тут у цей час і Оксана Лятуринська, яка згодом стала відомою поетесою. Двокласне фундушеве училище існувало до 1917 року. У 1921 році землі Західної України, до яких входило село Старий Олексинець, відійшли до Польщі. Село стає районним центром, ґміна (управа) об'єднує 15 навколишніх сіл. В цей час у селі було відкрито семикласну школу з польською мовою навчання, українська мова викладалася як окремий предмет. У школі навчалося 450 учнів із сіл, які належали до ґміни. Тут працювали 10 вчителів, переважно поляків.
У березні 1944 року село було звільнене від німецько-фашистських загарбників і відновила роботу семирічна школа, її директором став Осадчий Феодосій Микитович. Тут навчалися близько 90 учнів, працювали 7 учителів. У 1949 році відбувся перший випуск семирічки.
Першим директором десятирічної середньої школи, яку було відкрито в Старому Олексинці у 1950 році, став Зозуля Іван Андрійович.
У цей час в школі навчалося близько 250 учнів. Директори часто змінювалися, поки у школу не прийшов 1964 року молодий енергійний педагог Савчук Михайло Федорович, який керував школою 21 рік. Під його безпосереднім керівництвом у 1967 році на території колишнього замку було побудовано нове приміщення школи. Споруду старої школи переобладнали під гуртожиток для учнів з інших сіл.
Молодий вимогливий директор Михайло Федорович Савчук ретельно підбирає кадри для нової школи. Біля 1970 року до навчального закладу прибуває молоде поповнення вчителів.
Нова Староолексинецька середня школа починає працювати за кабінетною системою. Кабінети оснащуються технічними засобами навчання, новими меблями. На цей час школа стає однією з найкращих десятирічок у районі, її учні завойовують призові місця на предметних олімпіадах та у спортивних змаганнях.
У школі впроваджується автомобільна та швейна справа. Вже у 1980 році 25 випускників одержали права водія, а 25 дівчат-випускниць - посвідчення швеї. Працювала тут і група продовженого дня, в якій тоді навчалося 135 учнів.
Впродовж 20 років, 1985 до 2005 року, директором школи була Марія Олексіївна Падик. У цей час школа поповнюється молодими педагогами. Староолексинецька середня школа І-ІІІ ступенів пишається своїми випускниками, висококваліфікованими фахівцями в усіх сферах життя. Серед них досвідчений хірург Михайло Волянюк, кандидати наук Микола Штогрин, Раїса Цінкевич, Ольга Савчук, Богдан Заблоцький, викладач Львівського університету ім.. І.Я.Франка Ярослав Пастирський, кандидат технічних наук, депутат Верховної Ради другого скликання (1994-1998рр.) Петро Швидкий. Випускник школи Василь Гук став професором, доктором економічних наук. Михайло Бойчук став великим майстром книжкової графіки - офорту, Борис Бульчак -  військовим пілотом, а Олександр Усік - інженером космічної техніки.
Цей перелік можна продовжувати й далі, і він свідчить про добрі традиції школи та її творчий потенціал.